# Puka (ancienne commune)
Pour les articles homonymes, voir Puka.

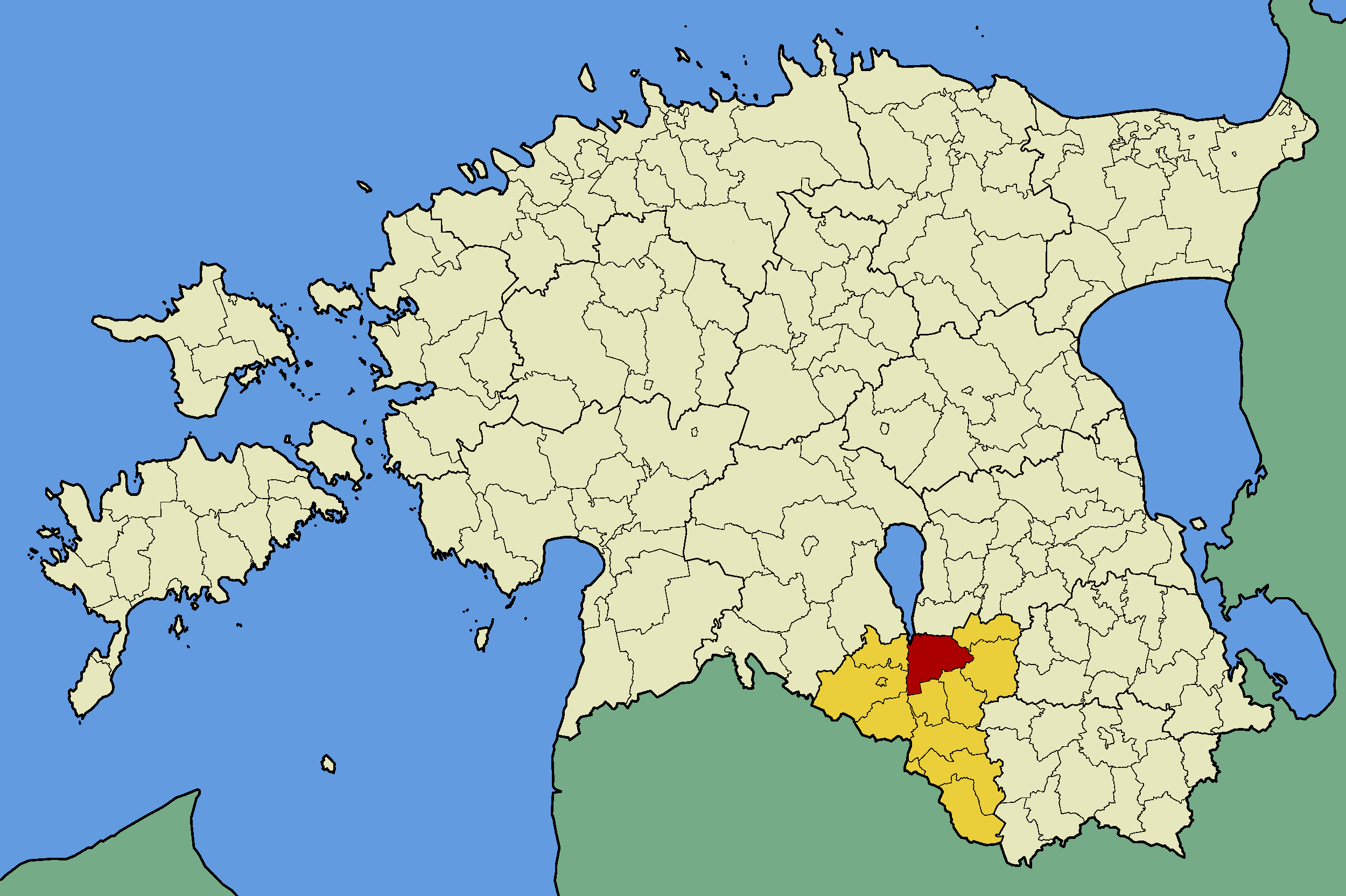
Localisation de l'ancienne commune de Puka (rouge), dans le comté de Valga (jaune).

Puka (en estonien : Puka vald) est une ancienne commune rurale située dans le comté de Valga en Estonie.

## Géographie
Elle s'étendait sur une superficie de 200,9 km2 au nord du comté.
Elle comprenait le petit bourg de Puka, ainsi que les villages de Aakre, Kähri, Kibena, Kolli, Komsi, Kuigatsi, Meegaste, Palamuste, Pedaste, Plika, Põru, Prange, Pühaste, Purtsi, Rebaste, Ruuna, Soontaga et Vaardi.

## Histoire
Instituée en février 1992, la commune disparaît lors de la réorganisation administrative d'octobre 2017 et son territoire est partagé entre les nouvelles commune d'Elva, Otepää et Tõrva.

## Démographie
En 2012, la population s'élevait à 1 648 habitants.